# New Britain (Pennsylvanie)
New Britain est un borough situé au sud-est du comté de Bucks, en Pennsylvanie, aux États-Unis,. En 2010, il comptait une population de 3 152 habitants. Il est incorporé en 1982.

## Démographie
Lors du recensement de 2010, le borough comptait une population de 3 152 habitants. Elle est estimée, le 1er juillet 2019, à 3 130 habitants.

### Source de la traduction
- (en) Cet article est partiellement ou en totalité issu de l’article de Wikipédia en anglais intitulé « New Britain, Pennsylvania » (voir la liste des auteurs).